# Plectorecurvoides
Plectorecurvoides es un género de foraminífero bentónico de la familia Plectorecurvoididae, de la superfamilia Recurvoidoidea, del suborden Lituolina y del orden Lituolida. Su especie tipo es Plectorecurvoides alternans. Su rango cronoestratigráfico abarca el Albiense (Cretácico inferior).

## Discusión
Clasificaciones previas incluían Plectorecurvoides en la superfamilia Spiroplectamminoidea, así como en el suborden Textulariina del orden Textulariida, o en el orden Lituolida sin diferenciar el suborden Lituolina.

## Clasificación
Plectorecurvoides incluye a las siguientes especies:
- Plectorecurvoides alternans †
- Plectorecurvoides irregularis †
- Plectorecurvoides parvus †
- Plectorecurvoides postalternans †
- Plectorecurvoides rotundus †